# Václav Havel Airport Prague
Václav Havel Airport Prague, Prague Václav Havel Airport eller Prague Airport (IATA: PRG, ICAO: LKPR), tidligere Prague Ruzyně International Airport, er Prags internationale lufthavn og Tjekkiets største. Den ligger blot 10 km fra byens centrum og er hjemsted for Czech Airlines.
Václav Havel Airport Prague åbnede 5. april 1937 og var i 2007 nået op på et passagertal på 12,4 millioner. Der er to aktive landingsbaner og en lukket, mens en ny er påbegyndt til planlagt ibrugtagning 2010. Der er fire terminaler: Nord 1 og 2 samt Syd 1 og 2. Nord-terminalerne bruges til almindelig rutetrafik, mens Syd-terminalerne bruges til specialtrafik (f.eks. VIP- og officielle besøg samt chartertrafik).

## Flyselskaber og destinationer
Byer der har direkte flyforbindelser til Václav Havel Airport Prague:
| 1. Aer Lingus 2. Aeroflot 3. Air France 4. Air Malta 5. Air Moldova 6. Austrian Airlines 7. Belavia 8. British Airways 9. Brussels Airlines 10. Cimber Sterling | 1. City Airline 2. Czech Airlines 3. Delta Air Lines 4. easyJet 5. El Al 6. Finnair 7. Germanwings 8. Iberia Airlines 9. Jet2.com 10. KLM | 1. Korean Air 2. LOT Polish Airlines 3. Lufthansa 4. Luxair 5. Norwegian 6. Polet Airlines 7. Russian Airlines 8. Ryanair 9. SAS 10. SmartWings | 1. Swiss 2. TAP Portugal 3. Travel Service 4. Turkish Airlines 5. Ural Airlines 6. Vueling 7. Wizz Air 8. Yamal Airlines |